# Postgeschichte von Steinfurt

Das Kreisgebiet 1803–1806

Gemeint ist die Geschichte der Post in den Orten um Steinfurt. Die Organisation der Post, die Geschichte der Postverwaltungen und die Posttarife sind in anderen Beiträgen behandelt und weitgehend verlinkt.

## Frühgeschichte

Trackschute in Maxhafen

Schon im Mittelalter bestanden enge wirtschaftliche und kulturelle Beziehungen mit den Niederlanden. Bis in das 16. Jahrhundert war Deventer gewissermaßen der Hafen des Münsterlandes. Die Stadtrechnungen lassen einen lebhaften Botenverkehr zwischen Münster und der Stadt an der IJssel erkennen. Später verlagerte sich das Hauptziel der münsterländischen Kaufleute nach Amsterdam. Ab 1609 kann eine ständige Botenverbindung von Münster über Steinfurt und Zwolle nach Amsterdam nachgewiesen werden.
Im Hochstift Münster war schon vor dem Westfälischen Friedenskongress (1643–1648) die Kaiserliche Reichspost unter der Leitung von Generalpostmeistern aus der Familie der Taxis aktiv. Daneben gab es in Konkurrenz die seit 1600 bestehende münsterische Kanzleipost nach Köln. Ursprünglich war die Kanzleipost nur für die Dienstpost des Fürstbischofs bestimmt. Sie wurde nach und nach zur Privatbriefbeförderung freigegeben. Seit 1650 erreichte eine Reitpost von Münster bis Lingen (Ems) Anschluss an die Botenpost Amsterdam–Hamburg.
1695 erteilte Fürstbischof Friedrich Christian (1688–1706) seinem Landespostmeister Dietrich Brüggemann und Heinrich Thorbecke in Zwolle eine Konzession für eine Wagenpost von Münster nach Zwolle. Sie führte zweimal wöchentlich über Steinfurt, musste aber schon 1699, der schlechten Wege wegen, über Rheine und Ochtrup verlegt werden, seit 1733 über den Max-Clemens-Kanal vom Münster nach Clemenshafen, 1767 Maxhafen, dort versah der Gastwirt Bergmann, ab der zweiten Hälfte des 19. Jahrhunderts die Nachfolgefamilie Fabry aus Osterwick den Postdienst. Mit kleinen Veränderungen gab es diese Route bis ins 19. Jahrhundert.
Bei „Pannen Libbet“ (Bauerschaft Ahlintel) fand der Postaustausch für Borghorst, Burgsteinfurt und Emsdetten statt.

## Frühe Postversorgung der Orte im Münsterland

Brief an das Adelige Damenstift in Borghorst

Im Münsterischen Almanach (1751 und folgende) werden die Botenposten in die umliegenden Ortschaften aufgeführt. So versorgte der Horstmarsche Bott Schöppingen, Haus Alst und Laer. Der Bentheimer (reitende) Bott besorgte die Post von und ab Burgsteinfurt, Wettringen, Ohne und die Grafschaft Bentheim. Die Steinfurter Briefe bestellte die Hämische Post, gemeint ist wohl die Thurn und Taxische Post von Hamm über Münster, Rheine nach Zwolle. Der Stiftsbote des Adeligen Damen- und Fräuleinstift Borghorst logierte auf dem Roggenmarkt. Der Metelensche Bott wechselte die Briefe für Ochtrup, Heek, Nienborg und Langenhorst. Bis zum Verbot privater Boten durch Preußen 1802 gab es 46 Botenposten. Sie dienten nicht ausschließlich der Postversorgung, sie übernahmen auch gerne andere Besorgungen und Bestellungen. Im Hof- und Adresskalender des Hochstiftes Münster 1802 ... werden die folgenden Postwärter genannt: Johann Bernhard Gatersleben in Ochtrup, Von der Schild in Gronau, du Poi in Enschede und Christian Bergmann in Maxhafen. In Ochtrup gab es zudem eine Kaiserliche Thurn und Taxische Reichspost-Halterei zum Pferdewechsel, unterstellt dem Ober-Postamt Düsseldorf.

## Die hochgräflich Bentheim-Steinfurtsche Post

Akte aus dem fürstlichen Archiv im Schloss in Burgsteinfurt

Der hochgräfliche Poststempel

Die Grafschaft Steinfurt hatte eine eigene Posthoheit, auf die man nicht verzichten wollte, obwohl sie natürlich ohne große Bedeutung blieb.
In großer schwungvoller Schrift verkündete: „Transisalamus Wilhelmus Graf zu Bentheim, Tecklenburg, Steinfurt und Limburg, Herr zu Rheda, Whevelinghofen, Hoya, Alpen und Helfenstein, Erbvogt zu Cölln als von Ihro königl. kurfürstl. Majestät allergnädigst administrirender Vormünder etc.“ die Einstellung eines „Postboten“ nach Rheine. Herr Johan Hageman habe sich eines ehrbaren und christlichen Lebens zu befleißigen, zweimal wöchentlich alle Briefe und „Paquets“ nach Rheine auf das Postamt zu überbringen und die angekommenen Briefe „daselbst“ abzuholen.
Der Bote Heinrich Wendler und später sein Sohn, Karl Philip Wendler, erhielt das Gehalt von 30 Talern jährlich und ein paar Schuhe sowie alle zwei Jahre eine völlige Montur bestehend aus Rock, Kamisol, Hose und Schuhen.
Nach einem Streit um die Tarife mit dem fürstbischöflichen Postmeister Duisburg aus Rheine wurden 1777 für alle ankommenden und abgehenden Briefe ein kleiner Stempel vorgeschrieben. Ein ovaler Negativstempel zeigt den Schwan aus dem fürstlichen Wappen mit dem größten Durchmesser von 17 mm. Zwei Exemplare befinden sich im Besitz des Fürsten zu Bentheim und Steinfurt, aufbewahrt im Schloßarchiv Steinfurt.
Über den Botengang nach Münster wurde erstmals 1780 verhandelt. So sollte eine reitende Post nach Münster und zurück eingerichtet werden. Dem Boten waren neben der Wegzehrung einige Taler mitzugeben, damit er die Gebühr am Postamt in Münster vorschießen könne.
Große Verdienste um das Steinfurter Postwesen erwarb sich Graf Ludwig von Steinfurt. Er zog die Post von Münster über den Max-Clemens-Kanal nach den Niederlanden statt über Ochtrup wieder über Burgsteinfurt und Metelen. Einen Antrag des Fürsten von Thurn und Taxis, seine Posten von Dorsten, wo sich bereits eine Postanstalt bestand, nach Steinfurt und Bentheim zu leiten, lehnte er ab. Zu dieser Zeit befand sich eine Thurn und Taxissche Pferdewechselstation in Ochtrup. Graf Ludwig blieb als Landesherr zuständig in allen Postsachen. Dieses änderte sich erst 1806, als Napoleon I. bis 1813 das Postwesen beherrschte.

## Reichsdeputationshauptschluss
Infolge des Vertrages zwischen Frankreich und Preußen vom 23. Mai 1802, dem Reichsdeputationshauptschluss, wurde das Hochstift Münster neu aufgeteilt.
Als Entschädigung für linksrheinische Gebietsverluste erhielt der Wild- und Rheingraf von Salm-Grumbach das Amt Horstmar. Karl August Friedrich, noch minderjährig, nahm am 12. November 1802 die Grafschaft Horstmar in Besitz. Die Zentralbehörde richtete man in Coesfeld ein und teilte das bisherige Amt Horstmar in die Ämter Coesfeld und Metelen. Die links der Ems gelegenen Teile der fürstbischöflichen Ämter Rheine-Bevergern und Wolbeck fielen dem neu gegründeten Fürstentum Rheina-Wolbeck zu. Der belgische Herzog Wilhelm, Joseph von Looz-Corswarem zog am 31. Januar 1803 in Rheine ein.
Die Gebietsteile rechts der Ems fielen an Preußen. Es hat am 3. August 1802 den östlichen Teil des Hochstiftes mit der Landeshauptstadt Münster und damit das Postwesen übernommen. Vorerst blieb alles beim Alten. Am 1. Januar 1803 gingen die Fahrpostlinien auf Preußen über. Der münsterische Postmeister Duesberg blieb zunächst im Dienst. 1802 wurde er kurzerhand seines Amtes enthoben. Erst 1814, nach der Vertreibung der französischen Besatzung, kehrte er wieder auf seine Posten zurück. Er starb 1822 als letzter münsterischer Postbeamter.

## Im Großherzogtum Berg

Großherzoglich Bergischer Distrikt Steinfurt 1806–1808

Vor der Übernahme durch die Franzosen lag das Briefmonopol bei der von den Thurn und Taxis betriebenen Kaiserlichen Reichspost. Mit Bildung des Großherzogtum Berg ging die Post in landesherrlichen Besitz über. Dem Thurn und Taxissischen Postmeister in Düsseldorf, Peter Wilhelm Maurenbrecher (1777–1861), übertrug man die Leitung des gesamten Postwesens im Großherzogtum.
Die Grafen von Bentheim-Steinfurt, die Wild- und Rheingrafen und der Herzog von Looz-Corswardem, die innerlich Preußen nahestanden, wurden per französischem Dekret vom 26. Juli 1806, kurzerhand in das Großherzogtum Berg einverleibt.
Das neue Gebiet vereinigte man provisorisch zum Distrikt Steinfurt. Damit war Burgsteinfurt erstmals Mittelpunkt eines Verwaltungsbezirkes. Der Distrikt Steinfurt hing territorial nicht mit dem Großherzogtum zusammen.
Am 20. Mai 1806 trat in Burgsteinfurt Heinrich to Gempt in der Sonne sein Amt als Postexpediteur an. Der Sattlermeister Möllmann fuhr erstmals am 3. Juli 1806 mit einem „odinairen“ Postwagen als Posthalter zweimal wöchentlich nach Enschede und zurück. Nach Borghorst wurde viermal täglich die Post zugestellt. Damit hatte Burgsteinfurt erstmals ein eigenes Postamt. In Ochtrup wurde die Thurn und Taxissche Posthalterei von der bergischen Post übernommen.

Paketbegleitbrief, aufgegeben bei der Postexpedition Burgsteinfurt

Die bergische Post beschaffte zum 1. Januar 1809 Poststempel für die Postämter. Die kleineren Postexpeditionen hatten den Ortsnamen handschriftlich auf den bei ihnen aufgelieferten Briefen zu vermerken. Am 21. Januar 1808 sprach Napoleon dem Großherzogtum, die bisher unter französischer Militärverwaltung stehenden ehemals preußischen Länder Münster, Tecklenburg, Lingen und Mark zu, außerdem Dortmund, Limburg und Rheda, zu. Seit dem 5. Mai 1808 gab es die territoriale Anbindung Steinfurts an das Großherzogtum.

Departement der Ems 1808 bis 1810

Am 4. November 1808 erfolgte eine nach französischem Muster aufgebaute Territorialgliederung in Departements, Distrikte, Kantone und Marien (Bürgermeistereien). Das umfangreiche Gebiet, das bisher Burgsteinfurt unterstand, wurde auf mehrere Distrikte aufgeteilt, die alle dem Departement der Ems mit Sitz in Münster unterstanden. Seit dem 10. März 1809 fand sich Burgsteinfurt im neuen Distrikt Coesfeld wieder. Kaum hatten die großherzoglichen Behörden sich eingearbeitet, als auch schon das Ende drohte.
Am 1. Januar 1809 gingen vom großherzoglich-bergischen Postamt in Münster 13 Personenposten und die Kanalpost aus. Reitende und zu Fuß gehende Boten machten sich auf den Weg in die nähere Umgebung. Nach Münster flossen die Abrechnungen von 13 Postexpeditionen (z. B. Emsdetten, Nienkerken, Horstmar und Steinfurt).

## Franzosenzeit

Der Distrikt (Arrondissement) Steinfurt 1811–1813, dann, bis 1816 Kreis Steinfurt

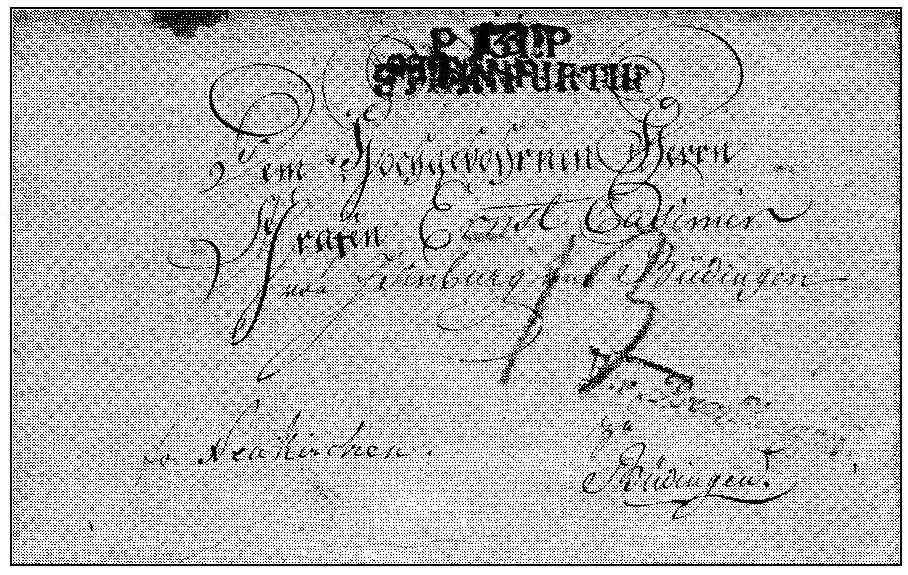
Bei diesem Brief war das Porto bis Neuenkirchen bezahlt

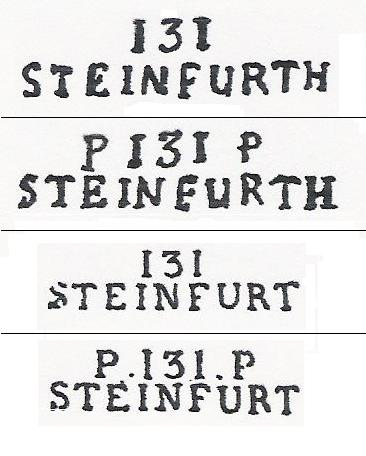
Beispiele für Ortsstempel

Vor dem Umzug der Dept.-Verwaltung nach Burgsteinfurt

Dienstbrief per reitender Ordonnanz mit Franchise

Obwohl der französische Senatsbeschluss über die Vereinigung der deutschen Nordseegebiete mit Frankreich vom 13. Dezember 1810 datiert, wurde dieses Gebiet postalisch bereits am 12. Oktober 1810 dem Kaiserreich Frankreich einverleibt. Die Postanstalten in Burgsteinfurt und Ochtrup waren somit französisch.
Bis zum 27. April 1810 gehörten der Distrikt Steinfurt zum holländischen Departement der Ijsselmündung. Er umfasste die Kantone Coesfeld, Billerbeck, Horstmar, Ochtrup, Rheine und Bentheim. Dann wurde das Departement Lippe gebildet. Es bestand bis November 1813. Der Hauptort war Münster und hatte vier Distrikte. Der Distrikt Steinfurt umfasste die Kantone Ahaus, Billerbeck, Coesfeld, Ochtrup, Rheine und Steinfurt. Nach der Niederlage Napoleons I. 1814 wurde das Departement zwischen dem Königreich Hannover und Preußen aufgeteilt.
Aus dieser Zeit stammen die ersten Stempel auf Briefen mit der Ortsangabe Steinfurt. Es sind unterschiedliche Stempel bekannt geworden. Es handelt sich um einen Zweizeiler nach französischem Vorbild. In der oberen Zeile steht, als eine Art Postleitzahl, die Nummer des Departements. Für das Departement de la Lippe die Nummer 131. Die Stempel „131 / STEINFURT(H)“ wurden verwendet, wenn das Porto, wie allgemein üblich, noch zu zahlen war oder wenn es sich um Dienstbriefe handelte. Zu diesen Briefen gehörte dann natürlich ein Franchise. Dieser konnte sowohl als Portofreiheitsvermerk handschriftlich (z. B. Maire de Metelen) als auch durch Portofreiheitsstempel „Sous Prefet de Steinfurt(h)“ vorgenommen werden. Für Briefe, bei denen das Porto ganz oder aber bis zur Grenze bezahlt wurde, kam der Stempel „P 131 P / STEINFURT(H)“ zur Anwendung. Retourbriefe oder fehlgeleitete Sendungen erhielten vor der Weitersendung einen Debourses-Stempel.

## Preußisch

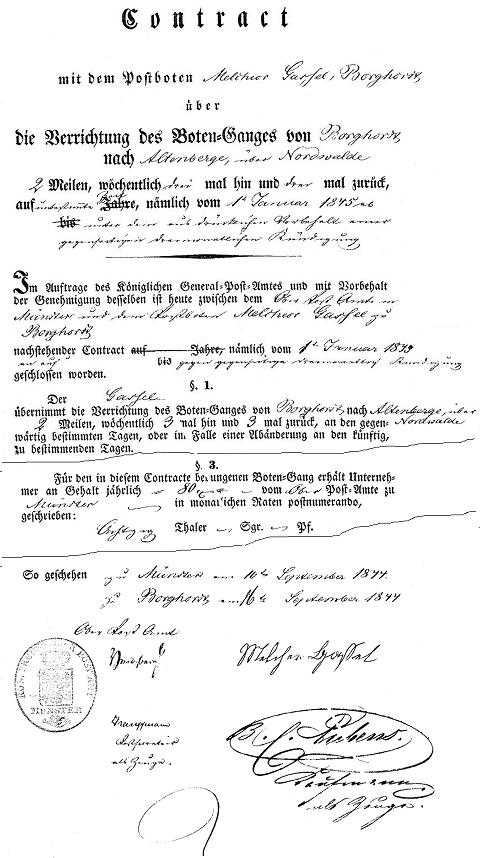
Kontrakt mit einem preußischen Postboten

Notgeld von 1921

Nach der Vertreibung der Franzosen am 6. November 1813 übernahm Preußen das ganze Münsterland mit dem Kreis Steinfurt. Nach dem Wiener Kongress verloren die Grafschaften ihre Landesherrlichkeit. Aus dem Grafen wurde der Fürst zu Bentheim-Steinfurt.
Von 1819 liegt eine Beschreibung des Kreisgebiets vor. Darin heißt es, dass von Steinfurt, Burgsteinfurt mit 400 Häusern und 1856 Einwohnern, eine Botenpost nach Maxhafen und eine Botenpost nach Horstmar abging und die hiesige Briefsammlung, wie alle im Bezirk, dem Oberpostamt zu Münster vorgesetzt war. In der Briefsammlung, die im Nebenamt von Herrn to Gempt betrieben wurde, konnten die Postsendungen abgegeben und abgeholt werden. Die Botenpost nach Maxhafen tauschte die Post mit dem Postwärteramt in Maxhafen bzw. mit der durchfahrenden Post Münster-Zwolle.
- Horstmar, zur Rheingräflichen Standesherrschaft Horstmar gehörige Stadt, hat 150 Häuser und 924 Einwohner. Von der hiesigen Briefsammlung, geht eine Botenpoft nach Burgsteinfurt. Zur Rheingräflichen Standesherrschaft Horstmar, gehören 4 Städte, 5 Marktflecken, 31 Kirchspiele und 149 Dörfer mit 45.779 Einwohnern.
- Metelen, mit 1432 Einwohnern, gehört auch zur Standesherrschaft Salm-Horstmar. Die nächstliegenden Postanstalten befinden sich in Burgsteinfurt und Ochtrup. Metelen erhielt am 1. Januar 1830 eine Briefsammlung.
- Gronau, in der Standesherrschaft Horstmar; hat 1120 Häuser und 819 Einwohner. Das hiesige Postwärteramt, liegt auf dem Course der fahrenden Post von Münster nach Zwolle.
- Ochtrup, ein Marktflecken, von 209 Einwohnern. Hat ein Postwärteramt und Station, zur Beförderung der fahrenden Post von Münster nach Zwolle.
- Maxhafen, ein Kirchspiel, mit einem Postwärteramt, auf dem Course der fahrenden Post von Münster nach Zwoll.[3]

Das preußische General-Circular Nr. 2 vom 1. Januar 1830 verkündet die Einrichtung der Postexpeditionen Epe und Nienborg sowie einer Briefsammlung in Metelen. Am 1. Juni 1830 folgte die Einrichtung einer Briefsammlung in Borghorst. Eine Briefsammlung erhielt Schöppingen am 1. Januar 1933.
1832 wurde die Route von und nach Münster über Burgsteinfurt (4½ Meilen) nach Ochtrup (1½) bis Enschede (2½) und weiter bis Utrecht und Amsterdam gefahren, es waren dies 11½ Meilen oder 16¼ niederländische Posten. In Burgsteinfurt gab es seitdem eine Posthalterei mit fünf Postillonen, zwölf Pferden und vier Wagen. Es ist anzunehmen, dass sich diese Posthalterei im Hause der Posthalter befunden hat, genannt werden der Sattlermeister Möllmann, Johann Wenning und Gustav Beermann. In den Jahren 1854 bis 1860 war die Post in dem Noldas’schen Haus vor dem Steintore (Lindenstraße 72). 1860 siedelte die Post in das Leffmann’sche Haus an der Steinstraße. Dieses Gebäude wurde im Zweiten Weltkrieg bombardiert. In der Steinstraße wurde am 1. Oktober 1862 erstmals ein Morseapparat zur Weiterleitung von Depeschen verwendet.
Zur Entlastung des Oberpostamts in Münster wurden zum 1. Januar 1845 die Postanstalten in Epe, Horstmar, Metelen, Nienborg und Schöppingen dem Postamt in Coesfeld unterstellt. Im Zuge der Dezentralisierung der preußischen Post 1850 und der Gründung der Oberpostdirektionen wurden alle untere Postanstalten zu Postexpeditionen II. Klasse der Oberpostdirektion Münster unterstellt.
Der zum 1. Januar 1845 eingestellte Postbote Gassel hatte dreimal in der Woche die 2 Meilen von Borghorst nach Altenberge über Nordwalde zu gehen. Er erhielt hierfür 80 Taler im Jahr und alle 1½ Jahre einen Postrock und Mütze. Neben 1 % seines Einkommens, die er in die Armenkasse einzahlen musste, ohne Gewähr, etwas daraus zu erhalten, hatte er eine Kaution von 50 Talern zu hinterlegen. Immerhin haftete er für den durch ihn oder seinen Stellvertreter verursachten Schaden. Mit der Zahlung der Kaution war man allerdings kulant.
Mit der Eröffnung der Bahnpost am 30. Juni 1859 zwischen Warburg und Emden kamen die ersten Vorboten des Eisenbahnzeitalters näher heran. Die Stammstrecke der Königlich-Westfälischen Eisenbahn-Gesellschaft verlief von Hamm über Soest, Lippstadt, Paderborn und Altenbeken nach Warburg.
Eine Eisenbahn von Münster nach Rheine brachte erstmals das Gespräch auf den Anschluss von Burgsteinfurt an das Eisenbahnnetz. Die Debatte über die Linienführung wurde sehr heftig geführt. Wie verständlich, wollten die Burgsteinfurter die Streckenführung über ihre Stadt ziehen. In Münster bevorzugte man die traditionelle Route über Greven und Emsdetten. Dieser Streckenabschnitt wurde am 23. Juni 1856 eröffnet. Über diesen Streit berichtet die Burgsteinfurter Notgeldausgabe aus dem Jahre 1921.

## Reichspost

Feldpost Heimat-Front (Erster Weltkrieg)

Feldpost Front-Heimat (Zweiter Weltkrieg)

Mit der Eröffnung der Bahnstrecke Münster–Enschede über Kinderhaus, Altenberge, Nordwalde, Borghorst, Burgsteinfurt, Metelen, Ochtrup, und Gronau nach Enschede im Jahre 1875 erhielt Burgsteinfurt endlich Anschluss an das Bahnnetz. Das Eisenbahnpostbureau wurde in Münster eingerichtet und dem Bahnpostamt Nr. 22, damals noch in Rheine, unterstellt. Am 23. Februar 1878 berichtete das Postamt Münster 1 (nicht Rheine) vom Einbau des erforderlichen Fachwerks zur Umarbeitung der anfallenden Post auf der Strecke Münster–Gronau. Im gleichen Jahr wurde erstmals die Annahme von gewöhnlichen und eingeschriebenen Briefen durch Schaffner erlaubt. Seit dem 1. Juli 1880 waren Briefpostsendungen auch in den Schaffnerbahnposten umzuarbeiten. Die aufgegebene Post erhielt zur Entwertung ebenfalls einen Stempel in Dreizeilerform. Die Bahnpostfahrer hatten den Aufgabeort handschriftlich neben dem Stempel zu vermerken, soweit kein Absender angegeben war. Auch die Verwendung eines Ortsstempels war für Orte mit größerem Postaufkommen und bei Annahme durch das Bahnhofspersonal üblich, es handelte sich dabei jedoch nicht um einen postalischen Entwertungsstempel. Mit der Amtsblattverfügung Nr. 40 vom 18. Mai 1883 wurde die Form des Ovalstempels eingeführt.
Bei der Verschmelzung von Post und Telegrafie zum 1. Januar 1876 teilte das Generalpostamt sämtliche Postämter nach ihrem Geschäftsumfang von neuem in drei Klassen ein, und zwar in Postämter I (bisher ohne Klassenbezeichnung), Postämter II (bisher Postverwaltungen) und Postämter III (bisher Postexpeditionen). Zusätzlich zu den Postagenturen wurden die Posthilfsstellen eingeführt, deren Zahl bis 1913 auf knapp 19.000 anstieg.
Am 1. Juli 1879 erfolgte die Eröffnung der Bahnstrecke Duisburg–Quakenbrück über Rheine, Hauenhorst, St. Arnold, Burgsteinfurt, Horstmar, Darfeld, Lutum, Coesfeld. Die Postbeförderung verlagerte sich zunehmend auf die Schiene. Die Postanstalten an der Strecke wurden in die Reihe der Eisenbahnpostanstalten eingegliedert, was bedeutete, dass die Post in Zukunft durch die Bahnpost befördert wurde. Die letzten Posthornklänge vernahmen Steinfurter 1879.
Unter dem Postmeister Schulze in Burgsteinfurt bezog 1881 die Post ein neues Dienstgebäude an der Ecke Lindenstraße/Bahnhofstraße ein. Auf Antrag der Gemeinde Langenhorst erhielt der Ort 1885 eine Postagentur. Der Geschäftsbereich vergrößerte sich 1889 um die Postagentur in Wettringen und die neu eingerichtete Postagentur Leer. Zwischen Burgsteinfurt und Wettringen verkehrte bis 1905 ein Privatpersonenfuhrwerk, bis zur Eröffnung der Bahnstrecke Rheine–Ochtrup–Gronau. Die Postagentur Wettringen wurde dem Postamt Rheine zugeschlagen.
1899 erhielten Burgsteinfurt und Borghorst eine „Allgemeine Stadt-Fernsprecheinrichtung“. Eine Bahnpost von Borken über Stadtlohn und Ahaus nach Burgsteinfurt wurde am 1. Oktober 1902 in Betrieb genommen. Mit Post versorgt wurden u. a. die Orte Ahler-Kapelle, Nienborg, Heek und Metelen-Ort.
Am 15. Oktober 1905 konnte der „Pängel Anton“, wie der Zug genannt wurde, von Rheine nach Gronau über Ochtrup, seinen Dienst aufnehmen. Am 25. September 1905 verfügte die OPD Münster die Aufhebung der Privatpersonenpost und der Botenpost zwischen Rheine und Neuenkirchen sowie Burgsteinfurt und Wettringen.
1908 wurden im Reichsgebiet die heute noch üblichen Langovalstempel eingeführt, bei denen die Zugnummer und das Datum in einer Reihe stehen. Mit der Einführung der neuen Stempelform wurden nicht gleich alle Stempel geändert, sondern lediglich der Ersatz für verbrauchte bzw. neue Stempel.
1923 ging die Leitung der Bahnstrecke Borken–Burgsteinfurt vom Postamt Borken auf das Postamt Burgsteinfurt über. Gleichzeitig wurden die Postagenturen Heek und Nienborg vom Postamt Ahaus dem Postamt Burgsteinfurt zugeteilt. Das Postamt Metelen wurde im selben Jahr in eine Postagentur, unterstellt Burgsteinfurt, umgewandelt.
1925 fuhren Kraftomnibusse zwischen Burgsteinfurt, Borghorst, Emsdetten nach Saerbeck, sowie über Wettringen und Schüttorf nach Bentheim. Im nächsten Jahr kam die Linie Burgsteinfurt, Leer, Schöppingen nach Asbeck hinzu. Die fahrende Landpost Burgsteinfurt-Leer wurde eingestellt. Die Kraftposten wurde bereits 1926, aus Gründen der Rentabilität, verkürzt, sie fuhren nur noch bis Emsdetten bzw. Schöppingen, die nach Bentheim musste aufgehoben werden. Die Landbriefträger, die zu Fuß oder mit einem eigenen Fahrrad die Post austrugen, wurden mit Mopeds ausgerüstet und ihre Bezirke verkleinert.
Ein neues Postamt wurde am 18. Juni 1935 an der Steinfurter Bismarckstraße in Betrieb genommen. Das Postamt Horstmar kam, als Postagentur, unter die Verwaltung von Burgsteinfurt. Am 1. Dezember 1938 ging Postrat von Hamm in den Ruhestand. Sein Nachfolger wurde Oberpostinspektor Bruns. Zum Postamt kamen 1939 die Postagentur Langenhorst und, als Zweigpostamt Schöppingen, das vorher selbständige Schöppinger Postamt.
Die Feldpost war für Absender und Empfänger in den bisherigen Kriegen die einzige Möglichkeit, in Verbindung zu bleiben. Die Einziehungen zum Wehrdienst schwächten den Personalkörper der Deutschen Reichspost. Gegen Ende des Krieges waren die meisten wehrtauglichen Männer eingezogen, und so mussten Frauen und niederländische Postbedienstete im Postdienst beschäftigt werden. Frauen wurden auf den kürzeren Bahnstrecken eingesetzt. Auf der Strecke Rheine–Ochtrup z. B. war eine auswärtige Übernachtung nicht notwendig. Der Einsatz dieser Hilfskräfte wurde durch die Einführung der Postbezirksleitzahlen sehr vereinfacht, sie erhielten die Nummer 21, später 21a.
Am 17. März 1945 erhielt das Postamt an der Bismarckstraße einen Volltreffer. Es wurden neun Kräfte getötet und sieben Bedienstete schwer verletzt aus den Trümmern geborgen. Der Postbetrieb musste im evangelischen Kindergarten am Kalkwall fortgeführt werden. Am 31. März 1945 marschierten die Engländer in Burgsteinfurt ein; damit war der Krieg zu Ende.

## Kriegsende

Karte mit 6-Pfg.-AM-Post Marke vom 28. September 1945 und „Gebühr-bezahlt“-Stempel
Beispiel einer vorschriftsmäßigen Arbeit des Postbeamten
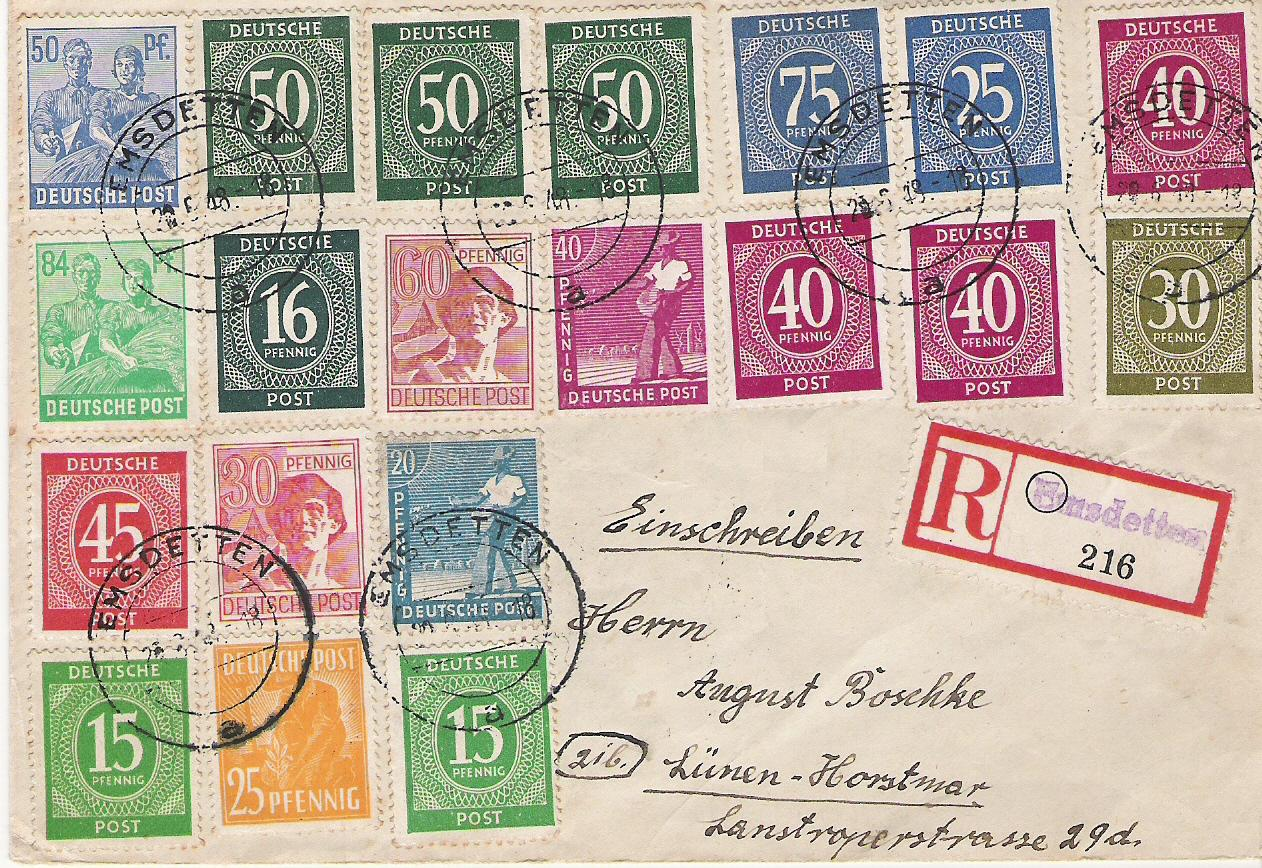
10-fach Frankatur nach Einführung der DM

Der Zusammenbruch des Deutschen Reiches im Mai 1945 bedeutete zugleich das Ende der Deutschen Reichspost. Auf Befehl der Militärregierung (Gesetz Nr. 76) ruhte nach der Besetzung der gesamte Post- und Fernmeldeverkehr. Die Dienstgebäude waren zum Teil zerstört. Einrichtungen und Fahrzeuge waren unbrauchbar, beschädigt oder auch entwendet und Akten vielfach vernichtet, Bargeld verbrannt worden. Das war die Situation, als im Mai 1945 mit Aufräumungsarbeiten begonnen werden durfte. Unter schwierigsten Bedingungen räumte das Postpersonal auf, setzte instand, baute wieder auf. Vorerst wurde, z. B. von der Polizei, ein Kurierdienst erlaubt und eingerichtet.
Nach und nach erlaubten die britischen Besatzungsbehörden die Wiederaufnahme des Post- und Postbankverkehrs. Die Bedingungen waren sehr schwierig. Vom 1. Juli 1945 an war der Postverkehr innerhalb der britischen Zone möglich und konnte ab September 1945 auf alle Besatzungszonen ausgedehnt werden. Auf Anordnung des Alliierten Kontrollrats wurden mit Wirkung vom 1. März 1946 (fast) alle Gebühren verdoppelt. Bald wurden auch wieder Sendungen ins Ausland zugelassen. Im März 1947 war die seit Herbst im Aufbau befindliche „Hauptverwaltung für Post- und Fernmeldewesen des amerikanischen und britischen Besatzungszone“ arbeitsfähig geworden.
Bis zum Sommer 1946 wickelte sich der Postverkehr in Burgsteinfurt vom Kindergarten am Kalkwall ab. Nun befanden sich die Postschalter notdürftig in der alten Packkammer an der Bismarckstraße. Die Organisation der Postorte musste immer wieder den Bedürfnissen angepasst werden. Am 1. August 1949 kamen die Poststellen Heek und Horstmar als Zweigpostämter zu Burgsteinfurt. 1950 folgte Metelen diesem Beispiel (siehe Geschichte der Postorte). Oberpostmeister Bruns hatte am 1. Oktober 1949 die Altersgrenze erreicht, er konnte das Amt wieder im guten Zustand seinem Nachfolger Oberpostmeister Mündel übergeben.
Ein wirklicher Aufschwung erfolgte erst nach der Währungsreform ab 21. Juni 1948. Insgesamt kann man sagen, dass der Wiederaufbau der Post deshalb verhältnismäßig rasch vonstattenging, weil die Besatzungsoffiziere vielfach Fachleute waren und die deutschen Kräfte sich mit großem Elan dem Aufbau „ihrer Post“ widmeten. Alle Post-, Telegraphen-, Fernsprech- und Kraftpostgebühren blieben unverändert, mussten aber in der neuen Währung bezahlt werden. Die bisher gültigen Postwertzeichen wurden nach Ablauf des 20. Juni 1948 außer Kurs gesetzt. Vom 21. Juni an wurden nur neue Postwertzeichen abgegeben. Ein Umtausch war ausgeschlossen, allerdings konnten bei den Postbenutzern noch befindliche alte Postwertzeichen zu einem Zehntel des bisherigen Nennwertes zum Freimachen verwendet werden (Zehnfachfrankaturen).

## Bundespost

Einschreibbrief mit Amtskennzahl „7D8“

Stempel auf Grund der Zusammenlegung von Borghorst und Burgsteinfurt

Sonderumschlag der niederländischen Basis in Schöppingen

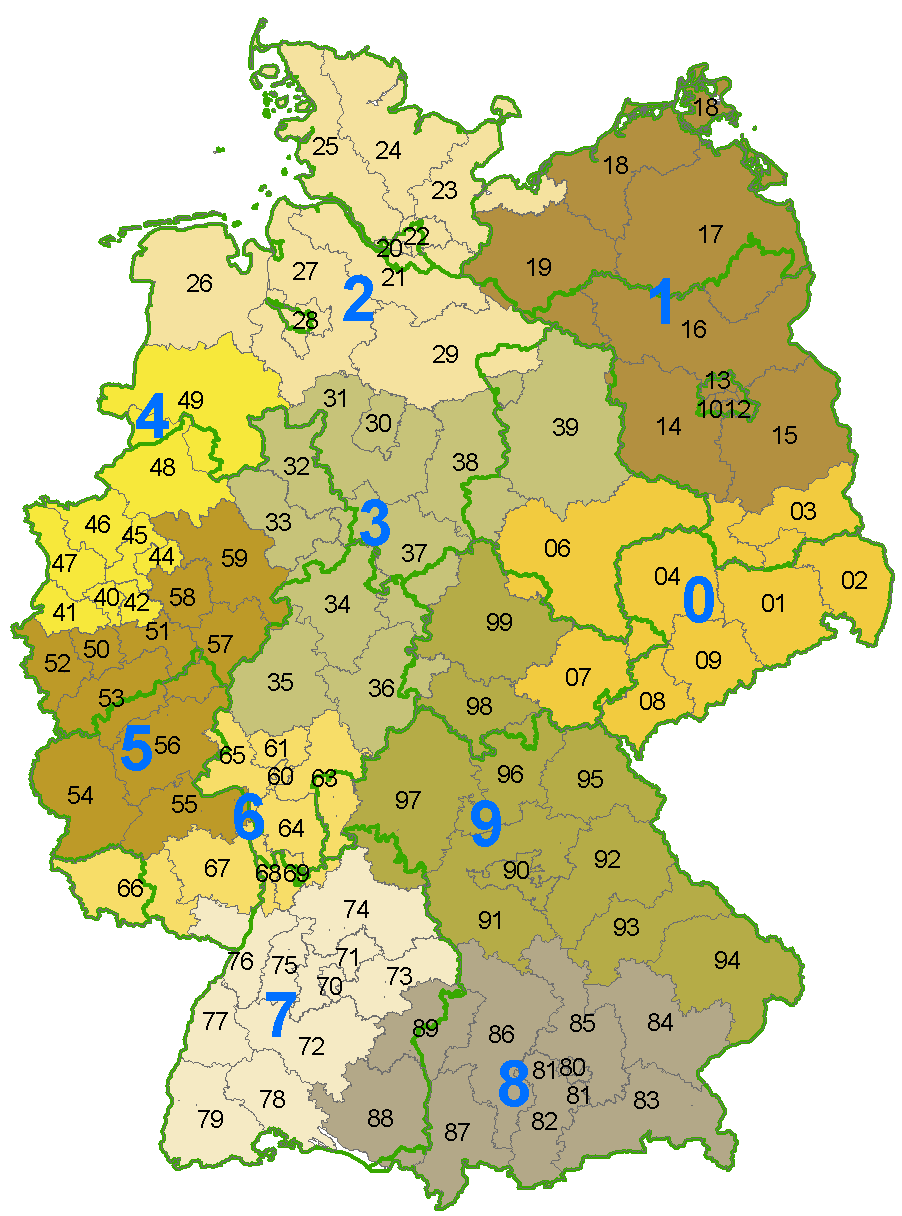
Darstellung der ersten zwei Ziffern der fünfstelligen Postleitzahl

Das Grundgesetz für die Bundesrepublik Deutschland, am 8. Mai 1949 vom Parlamentarischen Rat beschlossen und nach Genehmigung durch die amerikanischen, britischen und französischen Besatzungsmächte am 24. Mai 1949 in Kraft getreten, legte fest, dass die Deutsche Bundespost mit dem 1. April 1950 aufgrund der Verordnung zur Überführung der Verwaltungen des Post- und Fernmeldewesens tätig wurde.
Für den Paketdienst wurde am 20. Juni 1956 ein neues System entwickelt. Dabei erhielt jedes selbständige Amt zusammen mit seinen Zweigpostämtern und Poststellen eine Amtskennzahl. Die ersten Zahlen von 1 bis 20 wurden, nach dem Paketaufkommen gestaffelt, den Oberpostdirektionen zugeteilt. Die darunter stehenden Buchstaben erhielten die Postämter nach gleichem Gesichtspunkt. War das Alphabet erschöpft, wurde eine dreiteilige Kombination vorgesehen: Ziffern – Buchstaben – Ziffern.
Im Juli 1959 wurde das bis dahin selbständige Postamt Ochtrup dem Postamt Burgsteinfurt angegliedert. Am 1. März 1960 folgte Borghorst. Das bis dahin zu Borghorst gehörende Postamt Nordwalde kam, wie auch das Burgsteinfurt kassenmäßig zugeteilte Postamt Laer, zum Postamt Münster.
Das neue vierstellige Postleitzahlensystem wurde in der Bundesrepublik am 23. März 1962 eingeführt. Bereits am 3. November 1961 waren die Postleitzahlen im Amtsblatt des Bundesministeriums für das Post- und Fernmeldewesen bekanntgegeben worden. Jeder Haushalt erhielt ein vollständiges Verzeichnis. Die Bundesrepublik war nun in sieben Leitzonen (4 = Düsseldorf) unterteilt, diese wiederum in bis zu zehn Leiträume (44 = Münster), jeder Leitraum in bis zu zehn Leitbereiche (443 = Steinfurt).
In Schöppingen gab es von 1963 bis 1972 die NAPO (Niederländischen Armee Post Office) No. 894, ein Niederländische-Feldpost-Büro, zur Versorgung der dort stationierten 220. Squadron. Am 16. August 1972 wurde ein festes Feldpostbüro mit der NAPO No. 895 eröffnet. Im Zusammenhang mit der Reorganisation der königlichen Luftwaffe wurde das Feldpostbüro am 20. September 1975 aufgehoben, die 220. Squadron ist aber bis 1986 geblieben. Sie wurde bis dahin vom Feldpostbüro Hesepe (NAPO 891) mitversorgt.
Am 10. November 1975 begannen die Arbeiten zu einem Fernmeldezeugamt zuständig für den Norddeutschen Raum.
Die Richtlinien über die Organisation der Postämter (V) vom 29. Mai 1978 machte Borghorst, Burgsteinfurt, Gronau, und Ochtrup zu Postämtern mit Verwaltung (PA V). Am 1. August 1978 wurde das Postamt (V) Gronau mit dem Postamt Epe unter die Verwaltung von Steinfurt gestellt. Im Zuge der Gebietsreform erhielt am 29. Mai 1978 das Postamt (V) Burgsteinfurt und das Postamt Borghorst die postamtliche Bezeichnung Steinfurt 1 bzw. 2.
Nach der Wiedervereinigung existierten im Deutschland zwei vierstellige Postleitzahlensysteme. Von insgesamt 5420 Postleitzahlen entfielen 3400 auf das Verkehrsgebiet West und 2020 auf das Verkehrsgebiet Ost. Einige Zahlen gab es in Ost und in West. Man behalf sich zunächst mit der Einfügung eines „O“ bzw. „W“, vor den Postleitzahlen. Eine Änderung wurde vorbereitet und das fünfstellige Postleitzahlensystem 1993 eingeführt. Die erste Ziffer der fünfstelligen Postleitzahl bezeichnet die Zone (4 = Düsseldorf), die zweite Ziffer die Region (48 = Münster). Die letzten drei Ziffern bezeichnen den Ort, den Zustellbereich, das Postfach oder den Großempfänger (48 565 = Steinfurt 1 und 2, 48 629 = Metelen etc.)

## Geschichte der Postorte

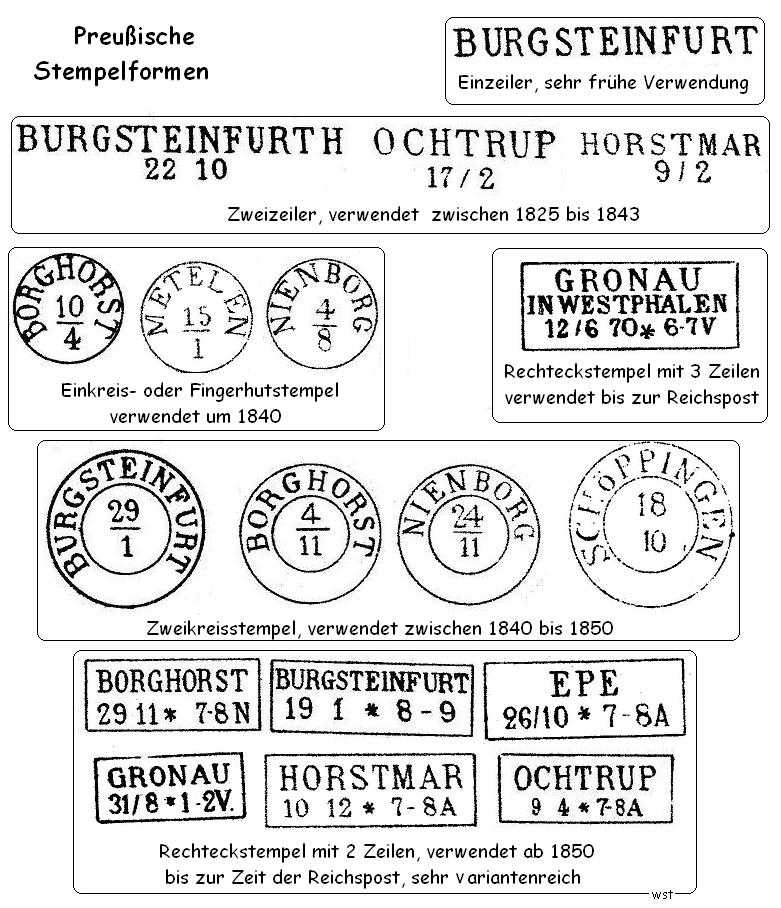
Preußische Stempelformen

| Postorte im Postleitbereich 443             | |
| Ort                                         | Bemerkung |

Organisation der Post 1868 bis 1945

Organisation der Post ab 1945

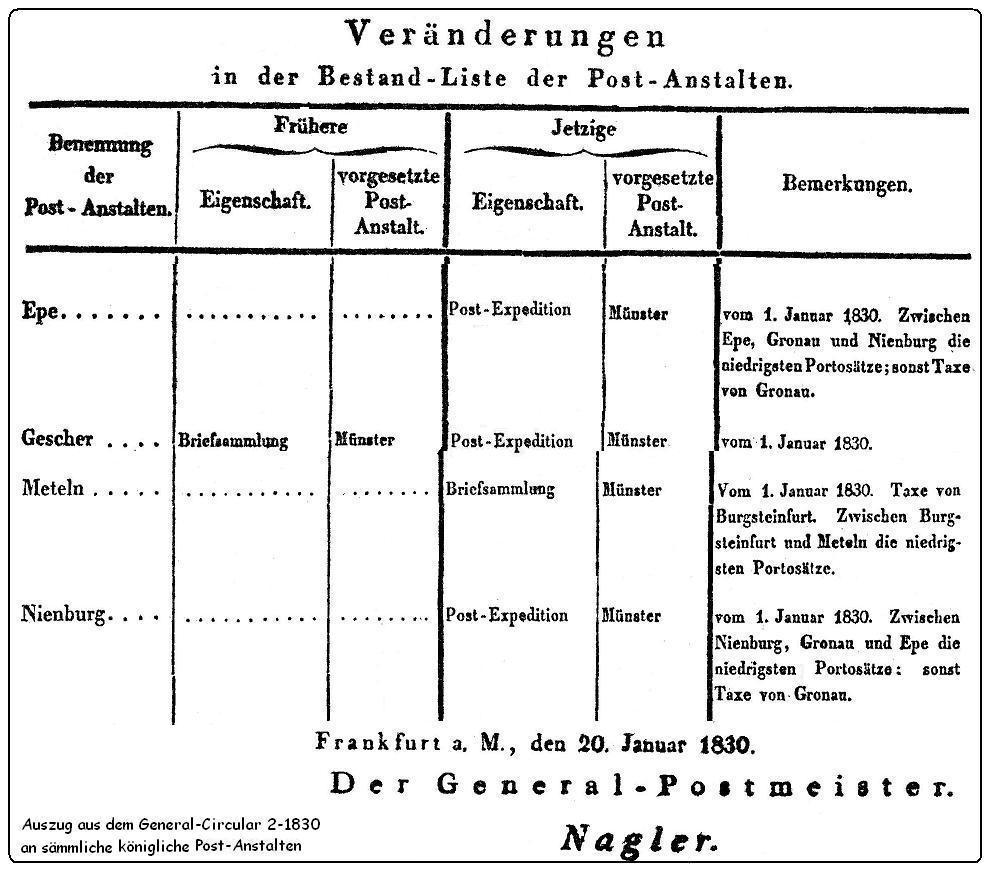
Auszug auch dem Kgl. Circular 2/1830

Auszug auch dem Kgl. Circular 26/1830

Drucksachenpostkarte

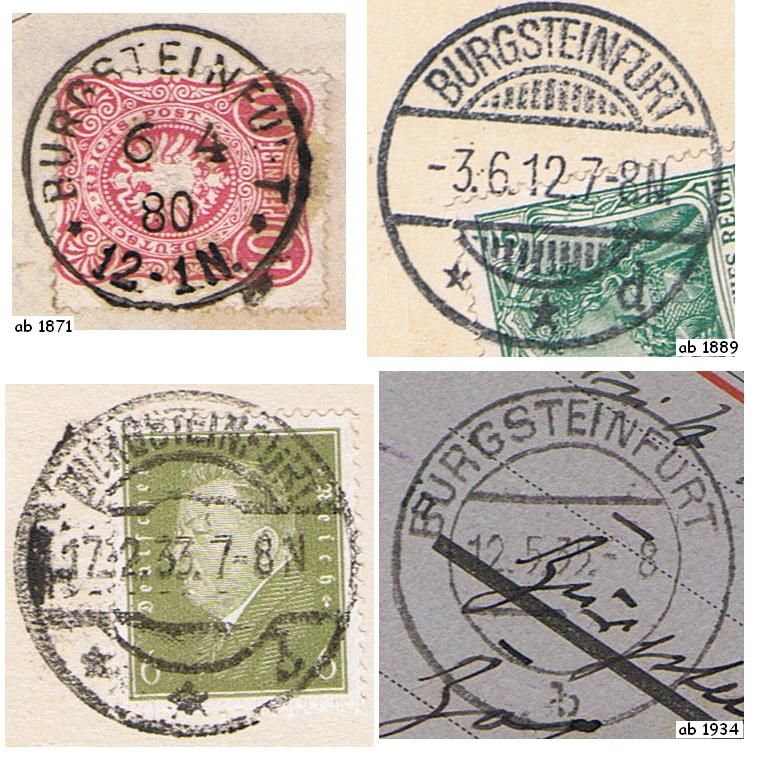
Stempelformen der Reichspost

Früher Einschreibzettel aus Burgsteinfurt

1883 Postkarte mit Einkreisstempel

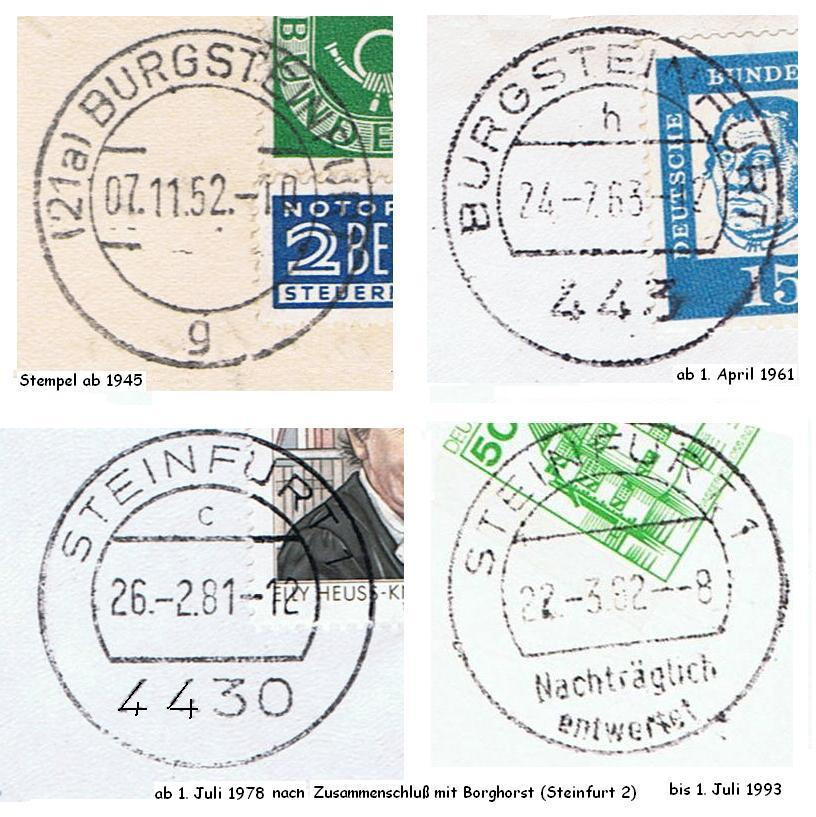
Stempelformen der Bundespost

Einschreibzetel mit Amtskennzahlen 1956–1964

| Alst                                        | - 16.1.1939 PHST - PST II Alst / über Burgsteinfurt - 1.10.1960 PST II Alst / über Burgsteinfurt - 1.4.1965 PST II Alst - 1.7.1965 PHST Alst / Post-Leer |
| Ahler-Kapelle                               | - ab 1938 PHST Zustellung von Heek (Kr. Ahaus) - 1.10.1960 PHST Ahler-Kapelle / Post Heek (Bz. Münster) - 1.10.1972 aufgehoben |
| Bauverein                                   | - ab 1939 PHST Bauverein – Zustellung von Gronau (Westf.) - 1.3.1928 PAgt. - 1931 Gronau (Westf.) 2 |
| Borghorst                                   | - 27.8.1824 Letzter Botengang des Borghorster Boten nach Münster - 1.7.1830 erste preußische Postexpedition (Hotel zur Post) M. Drerup - 1850 PE II Klasse, preußischer Vierringstempel „162“ - 23.7.1856 Bahnlinie Münster–Rheine, Postversorgung über Emsdetten Wagenpost Borghorst-Emsdetten - 30.9.1875 Bahnlinie Münster–Gronau, Postversorgung über Münster Ender der Wagenpost nach Emsdetten - 1.1.1866 Telegraphenstation eröffnet. - 1886 das Postamt verlegt ins neu erbaute Rathaus, Postverwalter Walter - 1894 Postmeister Wegener übernimmt das Postamt 3. Klasse - 1903 Neubau an der Münsterstraße, Postmeister Emmerich übernimmt das Postamt 2. Klasse - 1924 Postmeister Meinert in Borghorst - 5.4.1925 Postautobuslinie Burgsteinfurt-Borghorst-Emsdetten eröffnet - 1931 Postmeisater Arnsberg in Borghorst, nun häufiger Wechsel - 13.7.1939 Postamt Nordwalde wird Borghorst unterstellt - 1944 PA Borghorst (Westf.) - 17.11.1945 Postmeister Max Bruderreck - 30.7.1956 Amtskennzahl „7 Y“ bis 1.4.1964 - 30.8.1956 neues Postamt Am Bahnhof 3–5 - 1.1. 1959 PA (V) Borghorst (Westf.) - 1.3.1960 PA Borghorst dem PA (V) Burgsteinfurt angegliedert Nordwalde zum PA Münster geschlagen - 1962 Betriebsleiter Wilhelm Benning in Borghorst - 1.4.1961 PA 4433 Borghorst - 1.1.1975 Zusammenschluss der Städte Borghorst und Burgsteinfurt - 29.05.1978 PA 4433 Steinfurt 2 auf Grund der Gebietsreform |
| Burgsteinfurt                               | - 1808–1810 PE der Großherzoglich Bergischen Post - 1810–1813 PE des französischen Post 131 Steinfurt (h) - 1917 Preußen, Briefsammlung zum Oberpostamt Münster - 1834 PE zum OPA Münster - 1837 PE mit Posthalterei - 1850 PA II. Klasse mit Posthalterei “Burgsteinfurt”, preußischer Vierringstempel „215“ - 1.4.1900 PA I. Klasse Burgsteinfurt - 1944 PA Burgsteinfurt - 30.7.1956 Amtskennzahl „7 V“ bis 1.4.1964 - 1.1.1959 PA (V) Burgsteinfurt - 1.4.1961 PA (V) 443 Burgsteinfurt - 1.1.19751 Zusammenschluss der Städte Borghorst und Burgsteinfurt - 1.7.1978 PA (V) 4430 Steinfurt 1 auf Grund der Gebietsreform |
| Eggerode                                    | - bis zum 1.1 1886 Amtliche Verkaufsstelle von Postwertzeichen - 27.3.1881 PHST - 1.4.1886 PAgt. - 1.10.1889 Postzustellung im Ort und Heven - 19.02.1900 Einrichtung einer Telegraphenstation - 7.9.1900 erstes Telegramm - 1939 PST II. Eggerode / über Schöppingen - 1.4. 1951 PST I. Eggerode / über Burgsteinfurt - 1.10.1960 PST I. Eggerode / über Burgsteinfurt - 1.4.1961 PST I 4431 Eggerode - 1.4.1970 PST I. 4431 Schöppingen - Eggerode - 1.4.1972 PST I. Schöppingen 2 - 1.8.1978 dem PA (V) Steinfurt 1 als PA unterstellt. |
| Epe                                         | - 1.1.1830 PE zu Münster - 1850 PE II. Klasse zu Münster, preußischer Vierringstempel „384“ - 1868 PE II. und Station für ordinaire Posten - 1944 ZWPA Epe (Westf.) über Bahnpost Dortmund-Gronau - 1.11.1951 PA Epe (Westf.) kassenmäßig zum PA Gronau - 30.7.1956 Amtskennzahl „7 D 4“ bis 1.4.1964 - 1.4.1957 ZWPA Epe (Westf.) des PA Gronau - 1.4.1961 ZWPA 4436 Epe - 1.5.1971 ZWPA 4436 Epe (Westf.) - 1.7.1975 PA (A) 4436 Epe – Zustellung vom PA (V) Gronau aus. - 1.8.1978 PST. 4432 Gronau (Westf.) 2, dem PA (V) Burgsteinfurt angegliedert |
| Gronau                                      | - 1785 Gronau – Van der Schildt, Postwärter - 30. 10.1817 Postwärteramt zum Oberpostamt Münster - 1.7.1825 PE - 1850 PE II zur OPD Münster, preußischer Vierringstempel „543“ - 1868 NDP PE Il. Klasse - 1878 PA III - 1944 PA Gronau (Westf.) - 30.7.1956 Amtskennzahl „7 D 8“ bis 1.4.1964 - 1.1.1959 PA (V) Gronau (Westf.) - 1.4.1961 PA 4432 Gronau 1 - 1962 PA (V) 4432 Gronau i. W. - 1963 PA (V) 4432 Gronau (Westf.) - 1.8.1978 PA 4431 Gronau (Westf.) dem PA (V) Steinfurt 1 angegliedert |
| Haverbeck / über Burgsteinfurt              | - 28.12.1898 PHST. zu Schöppingen - ab 1938 PST II. Haverbeck / über Burgsteinfurt - 31.10.1956 aufgehoben |
| Heek (Kr.Ahaus)                             | - 1923 PAgt. Heek, zum PA Burgsteinfurt - 1878 ungenannt, - 1944 PST I. Heek (Kr. Ahaus) BP Borken - Burgsteinfurt - 1.8.1949 ZWPA Heek / (Kr. Ahaus) des PA Burgsteinfurt - 1.1.1959 ZWPA 21a Heek (Bz. Münster (Westf.)) - 1.10.1960 PA Heek (Bz. Münster (Westf.)) - 1.4.1961 PA 4431 Heek (Westf.) - 1.4.1970 PA 4431 Heek - 1.4.1972 PA 4431 Heek 1 - 30.9.1972 PHST 4431 Heek 5 aufgehoben (?) |
| Heven / über Burgsteinfurt                  | - 1.10.1889 Briefzustellung in Eggerode und Heven - 16.1.1939 PHST Heven / über Burgsteinfurt - 1944 Pst II - 31.10.1956 aufgehoben - 1.4.1972 PST II. Schöppingen 2 - 10.6.1960 PHST Heven / Post Schöppingen - 1967 aufgehoben |
| Horstmar                                    | - 1808 PE der Großherzoglichen Bergischen Post zum PA Münster - 30.10.1817 Briefsammlung zum Oberpostamt Münster (Matthias) - 1837 PE - 1.1.1845 PE zum Postamt Coesfeld - ?? Station für Baichaisen - 1850 PE II. Klasse zur OPD Münster, preußischer Vierringstempel „648“ - 4.8.1861 Aufhebung der Station für Baichaisen - 1868 NDP PE II. Klasse - ?? PA Horstmar - 1.4.1938 PAgt. Horstmar - 1944 PST I. Horstmar (Bz. Münster) BP Oberhausen–Rheine - 1945 Horstmar Bz. Münster Einzeiler auf AM-Post-Marken - 1.8.1949 ZdA 21a Horstmar (Bz. Münster) zu Burgsteinfurt - 1.10.1960 PA Horstmar (Bz. Münster (Westf.)) - 1.4.1961 ZdA 4435 Horstmar - 1.4.1972 ZdA 4435 Horstmar 1 - 30.9.1972 PHST 4431 Horstmar 5 aufgehoben (?) - 30.9.1972 PHST 4431 Horstmar 6 aufgehoben (?) |
| Langenhorst / über Burgsteinfurt            | - 1885 PAgt Langenhorst - 1.4.1939 PAgt Langenhorst - 1944 PST I Langenhorst / über Burgsteinfurt - 1.10.1960 PST I Langenhorst / über Burgsteinfurt - 1.4.1961 PST I 4431 Langenhorst (Westf.) - 1.4.1970 PST I 4431 Ochtrup-Langenhorst - 11.4.1972 PST I 4431 Ochtrup 2 |
| Leer (Kr.Steinfurt (Westf.))                | - 1889 Pagt. Leer - 1944 PST I. Leer (Kr. Steinfurt (Westf.)) - 1.4..1961 PST I 4431 Leer (Kr. Steinfurt (Westf.)) - 1.4.1962 PST I 4431 Leer - 1.4.1970 PST I 4435 Horstmar-Leer - 1.4.1972 PST I 4435 Horstmar 2 |
| Leer-Ostendorf / über Burgsteinfurt         | - 16.1.1939 PST II. Leer-Ostendorf / über Burgsteinfurt - vor 1960 aufgehoben |
| Loreto / über Burgsteinfurt                 | - 16.1.1939 PST II. Loreto / über Burgsteinfurt - 1.7.1965 PHST Loreto Post Leer - 1.10.1980 PST 11. Loreto / über Burgsteinfurt - 1.7.1965 PHST Loreto Post Leer - 1.4.1972 PHST Horstmar 6 - 30.9.1972 aufgehoben |
| Metelen                                     | - 1.1.1830 Briefsammlung zum Oberpostamt Münster - 1.1.1845 zum Postamt Coesfeld - 1850 PE II, preußischer Vierringstempel „940“ - 1878 PA III - 1923 PAgt. Metelen, Burgsteinfurt unterstellt - 1944 PST I Metelen Burgsteinfurt unterstellt - 1.2.1950 ZWPA Metelen des PA Burgsteinfurt - 30.10.1956 ZWPA Metelen 1 - 1.11.1960 PA Metelen 1 - 1.4.1961 ZWPA 4431 Metelen 1 - 1.10.1962 ZWPA 4431 Metelen - 1988 4439 Metelen |
| Metelen-Land                                | - 1.4.1939 PST II Metelen - Land / über Burgsteinfurt - 1.11.1956 PST II Metelen 2 / über Burgsteinfurt - 1.10.1960 PST II Metelen 2 / über Burgsteinfurt - 30.9.1962 aufgehoben (Verfg. 457162) |
| Naendorf / über Burgsteinfurt               | - 1.4.1939 PST II. Naendorf / über Burgsteinfurt - 31.10.1956 aufgehoben |
| Nienborg (Bz.Münster (Westf.))              | - 1.1.1830 PE zum Oberpostamt Münster - 1.1.1845 PE zum Postamt Coesfeld - 1850 PE II und Posthalterei zur OPD Münster, preußischer Vierringstempel „1055“ - 15.12.1855 Aufhebung der Station - 1878 PAgt. Nienborg, unterstellt dem PA Burgsteinfurt - 1944 PST I Nienborg (Bz. Münster (Westf.)) BP Borken - Burgsteinfurt - ?? PST I Nienborg, Wigbold - 1.10.1960 PST I Nienborg (Bz. Münster (Westf.)) - 1.4.1961 PST I 4431 Nienborg (BZ Münster (Westf.)) - 10.6.1969 PST I. 4431 Nienborg - 1.04.1970 PST I. 4431 Heek - Nienborg - 1.4.1972 PST 1. 4431 Heek 2 |
| Nordwalde                                   | - 1850 preußischer Vierringstempel „1067“ - 1944 ZWPA Nordwalde (Bz. Münster. Westf.) zum PA Borghorst - 1.3.1960 PA Nordwalde zum PA (V) Münster (Westf.) 2 |
| Oberheven / über Burgsteinfurt              | - 1.4.1939 PST II Oberheven / über Burgsteinfurt - 30.10.1956 PST II Schöppingen 2 - 1960 PHST Heven Post Schöppingen - 1967 aufgehoben |
| Ochtrup                                     | - 1785 Ochtrup – Johann Bernard Gartesleben, Postwärter - 1803 Ochtrup, eine Thurn und Taxissche Reichspostanstalt, unterstellt dem Oberpostamt Düsseldorf - 30.10.1817 Postwärteramt mit Station zum Oberpostamt Münster (Matthias) - 1.7.1825 PE - 1850 PE II und Posthalterei zur OPD Münster, preußischer Vierringstempel „1082“ - 1878 PA III Ochtrup - 1944 PA Ochtrup – BP Münster - Gronau - 30.7.1956 Amtskennzahl „7 G 5“ bis 1.4.1964 - 1.1.1959 PA (V) Ochtrup - 1.7.1959 PA Ochtrup, dem PA (V) Burgsteinfurt angegliederț - 3.11.1961 PA 4434 Ochtrup - 1.4.1972 PA 4434 Ochtrup 1 [2 = Langenhorst, 3 = Welbergen] |
| Samberg / über Burgsteinfurt                | - 1.4.1939 PST II Samberg / über Burgsteinfurt - 30.10.1956 aufgehoben |
| Schlagern / über Burgsteinfurt              | - 1.4.1939 PST II Schlagern / über Burgsteinfurt - 1944 = Pst II |
| Schöppingen                                 | - 1.1.1833 Briefsammlung zum Oberpostamt Münster - 1.1.1845 zum Postamt Coesfeld - 1847 Briefsammlung und Posthalterei - 1.7.1825 Postexpedition - 1850 PE II und Posthalterei zur OPD Münster, preußischer Vierringstempel „1358“ - 15.11.1867 Station für Beichaisen (Posthalterei) aufgehoben - 1.4.1939 ZWPA Schöppingen des PA Burgsteinfurt - 1.11.1956 ZWPA Schöppingen 1 [Schöppingen 2 = Oberheven] - 1.10.1960 ZWPA Schöppingen - 1.4.1961 ZWPA 4431 Schöppingen - 1.4.1972 ZWPA 4431 Schöppingen 1 |
| Sellen / über Burgsteinfurt                 | - 1.4.1939 PST II Sellen / über Burgsteinfurt - 1.10 1960 PST II Sellen / über Burgsteinfurt - 30.6.1962 PST II aufgehoben |
| Welbergen- Bauerschaft / über Burgsteinfurt | - 2.10.1885 PST II Welbergen - Bauerschaft / über Burgsteinfurt - 30.10.1956 aufgehoben |
| Welbergen-Dorf / über Burgsteinfurt         | - 23.3.1889 PHST - PST II Welbergen - Dorf / über Burgsteinfurt - 1.11.1956 PST I Welbergen / über Bürgsteinfurt - 1.4.1961 PST I 4431 Welbergen - 1.4.1970 PST I 4434 Ochtrup-Welbergen - 1972 PST 1 4434 Ochtrup 3 |
| Wettringen                                  | - 1838 Postexpedition zu Münster - 1840 Stilllegung des Max-Clemens-Kanals - Posthalterei Maxhaven versorgt Wettringen - 1850 Postexpedition zu Rheine - 1885 Postagentur Wettringen zu Burgsteinfurt - Anton Kekkervoet - 1879 mit Telegraphenstation - 1903 Stadtfernsprecheinrichtung - 1905 Eisenbahn Rheine–Ochtrup–Gronau Postagentur zu Rheine, PHST Maxhafen - 1908 eignes Ortsfernsprechnetz - Anfang der 20er Jahre – PHST Bilk (Dropmann) PHST Haddorff (Heckmann) - 1939 ZwPA Wettringen – Brömmler - 1945 PHST Maxhafen, Bilk und Haddorf bleiben geschlossen - 1959 Postamt Wettringen – Brömmler Landbriefträger erhalten Mopeds |

## Bahnstrecken
| Bahnstrecken          | |
| Strecke               | Bemerkung |
| Münster–Gronau        | - 30.9.1875 Eröffnung - 1940 bis 1951 außer Betrieb - 26.9.1981 Dienst eingestellt                                            |
| Dortmund–Gronau       | - 30.9.1875 Eröffnung - 27.9.1981 Dienst eingestellt                                                                          |

Aus einer Karte der Post
Sommerausgabe 1887

Abschläge von Bahnpoststempeln

| Duisburg–Quakenbrück  | - 1.7.1879 Eröffnung - 31. Mai 1986 Stilllegung des Abschnitts Coesfeld–Rheine                                                |
| Borken–Burgsteinfurt  | - 30.2.1902 Eröffnung - 1923 Burgsteinfurt übernimmt die Aufsicht - 27. September 1975 komplett eingestellt.                  |
| Rheine–Ochtrup–Gronau | - 15.10.1905 Eröffnung - 27.09.1969 wurde der Personenverkehr eingestellt - 29.09.1984 Streckenstilllegung Ochtrup–Wettringen |